# 菊田大介
菊田大介（1982年8月12日—）是日本的作曲家與編曲家，隸屬於ARIA entertainment的音樂製作部Elements Garden。

## 概要
菊田大介擅長於90年代風格的偶像流行音樂，以及對於演奏雄壯及具戲劇性效果的音樂相當出色。2007年開始擔任茅原實里的音樂製作人，至今菊田製作的樂曲多以少量的絃樂器為主體。最近也開始製作栗林美奈實等人的樂曲。
菊田有關獨立音樂製作的部分，主要是提供在成人遊戲公司「Windmill」的作品之中。現在Elements Garden的官方部落格中，是由菊田與兩經理人S田こ，及吹田亞沙美交互更新中，他號稱是更新次數最多的成員。

## 外部連結
- 菊田大介的X（前Twitter）